# Gabriel Adriányi
Gabriel Friedrich Michael Georg Adriányi (eigentlich Gábor; bis 1958 Vit nach dem Vater; * 31. März 1935 in Nagykanizsa, Südwestungarn; † 10. August 2024 in Zalaegerszeg) war ein ungarisch-deutscher katholischer Geistlicher und Kirchenhistoriker. Von 1976 bis 2000 war er ordentlicher Professor für Mittlere und Neuere Kirchengeschichte mit Einschluss der Kirchengeschichte Osteuropas an der Katholisch-Theologischen Fakultät der Universität Bonn.

## Leben
Gabriel Adriányi, Sohn von Ilona Adriányi, geborene Migliorini, und des Rechtsanwalts Ferenc Adriányi, kam 1952 nach dem Besuch des Franziskanergymnasiums in Esztergom nach Budapest, wo er 1954 die Matura ablegte. Als Priesteramtskandidat der Diözese Veszprém studierte er von 1954 bis 1959 Theologie an der Katholisch-Theologischen Akademie in Budapest. 1959 musste er sein Studium zeitweilig unterbrechen, da er sich einer Weisung des staatlichen Kirchenamtes gegenüber verweigerte. 1960 wurde er in einer geheimen Prozedur in Budapest zum Priester geweiht. Er stand unter Beobachtung der ungarischen Geheimpolizei und floh 1961 über Westberlin nach Rom. Er absolvierte von 1961 bis 1963 ein theologisches Doktoratsstudium am Angelicum in Rom und wurde dort mit einer Dissertation zur Stellung der ungarischen Kirche zum österreichischen Konkordat von 1855 zum Dr. theol. promoviert. Von 1963 bis 1966 war er als Kaplan in Ransbach in der Diözese Limburg tätig. Von 1966 bis 1968 war er Stipendiat der Deutschen Forschungsgemeinschaft und von 1968 bis 1972 Religionslehrer in Köln, gleichzeitig bereitete er seine Habilitation mit der Arbeit „Ungarn und das I. Vaticanum“ bei Bernhard Stasiewski in Bonn vor, die 1971 erfolgte.
Ab 1972 war Adriányi Assistent, ab 1973 Dozent an der Katholisch-Theologischen Fakultät der Universität Bonn sowie von 1974 bis 1982 Dozent für Patrologie, Kirchengeschichte und kirchliche Kunst im Studienhaus St. Lambert Lantershofen. 1976 wurde er ebendort in Nachfolge von Bernhard Stasiewski und Eduard Hegel zum ordentlichen Professor für Mittlere und Neuere Kirchengeschichte mit Einschluss der Kirchengeschichte Osteuropas an der Rheinischen Friedrich-Wilhelms-Universität Bonn berufen. Hier war er unter anderem von 1974 bis 2000 Mitglied der Auslandskommission der Universität und seitens der Fakultät Betreuer der Kooperationen mit der Katholisch-Theologischen Akademie Warschau und dem Institut Catholique Toulouse. Hierfür wurde er 1991 zum Chevalier des Ordens Palmes Academiques ernannt, in Warschau wurde ihm 1996 das theologische Ehrendoktorat verliehen.
Ab 1975 war er Mitglied und von 1993 bis 1999 Leiter der Senatskommission für das Studium der deutschen Kultur und Geschichte im Osten. In dem Zeitraum von 1981 bis 1999 war er Mitglied des Konvents der Universität und von 1977 bis 1978 Dekan der Fakultät. Im Jahr 2000 wurde der in Königswinter lebende Adriányi emeritiert. Er war seit 1999 außerordentlicher Professor für Neuere und Neueste Geschichte Ungarns an der Loránd-Eötvös-Universität in Budapest. Seit 2003 gehörte er der Ungarischen Akademie der Wissenschaften als korrespondierendes Mitglied an.

## Ehrungen und Auszeichnungen
- 1989: Ehrendomkapitular der Erzdiözese Veszprém
- 1991 Chevalier des Ordens „Palmes academiques“
- 1996: Dr. theol. h. c. Warschau
- 2003: Korrespondierendes Mitglied der Ungarischen Akademie der Wissenschaften
- 2005: Fraknói-Preis (Historikerpreis) des ungarischen Staates
- 2006: Ehrenmitglied der Internationalen Ungarischen Philologischen Gesellschaft
- 2006: Verleihung der Gedenkmedaille „Held der Freiheit“ für die Teilnahme am Ungarischen Volksaufstand 1956 durch den ungarischen Staatspräsidenten
- 2015: Verleihung der Mindszenty-Plastik
- 2015: Verleihung des Offizierskreuzes des Ung. Verdienstordens
- 2015: Ernennung zum Propst von Felsöörs

## Schriften
- Die Stellung der ungarischen Kirche zum österreichischen Konkordat von 1855. Rom 1963 (zugleich Dissertation).
- 50 Jahre ungarische Kirchengeschichte 1895–1945. 1974.
- Ungarn und das I. Vaticanum (= Bonner Beiträge zur Kirchengeschichte. Band 5). Köln 1975 (zugleich Habilitationsschrift 1971).
- Az egyháztöténet kézikönyve. 1975.
- Apostolat der Priester- und Ordensberufe. Ein Beitrag zur Geschichte des deutschen Katholizismus im 20. Jahrhundert. 1979.
- Geschichte der Kirche Osteuropas im 20. Jahrhundert. Paderborn 1992.
- Die Ostpolitik des Vatikans 1958–1978 gegenüber Ungarn. Der Fall Kardinal Mindszenty. Herne 2003.
- Geschichte der kath. Kirche in Ungarn (= Bonner Beiträge zur Kirchengeschichte. Band 26). Köln 2004.
- Documenta Vaticana historiam authonomiae catholicae in Hungaria illustrantia 1891–1920. Budapest 2011.
- Mitherausgeber des Ungarn-Jahrbuches, zahlreiche Buchbeiträge und Artikel